# Posteriore amorphe Hornhautdystrophie
Die Posteriore amorphe Hornhautdystrophie (PACD) ist eine sehr seltene angeborene Form einer Hornhautdystrophie mit unregelmäßigen, formlosen (amorph), blattartigen Trübungen im hinteren Teil des Stromas und in der Descement-Membran und nur geringer Beeinträchtigung der Sehschärfe.
Synonym: Posteriore amorphe Stromadystrophie; Chromosom 12q21.33 Deletionssyndrom
Die Bezeichnung bezieht sich auf die Erstautoren der Erstbeschreibung aus dem Jahre 1977 durch den US-amerikanischen Emmett F. Carpel und Mitarbeiter.

## Verbreitung
Die Häufigkeit wird mit unter 1 zu 1.000.000 angegeben, die Vererbung erfolgt autosomal-dominant.

## Ursache
Der Erkrankung liegen Mutationen auf dem Chromosom 12 Genort q21.33 zugrunde.

## Klinische Erscheinungen
Klinische Kriterien sind:
- Krankheitsbeginn meist innerhalb der ersten 10 Lebensjahre
- nicht oder nur langsam fortschreitende diffus grau-weißliche, blattartige Hornhauttrübung, insbesondere im hinteren Stromaanteil
- nur gering eingeschränkte Sehschärfe

Hinzu können Veränderungen an anderen Augenabschnitten kommen wie irido-korneale Adhäsionen, Korektopie und Pseudo-Polykorie.

## Differentialdiagnose
Abzugrenzen sind andere Formen der Hornhautdystrophie.